# StudioCanal
StudioCanal is de grootste Franse filmstudio en tevens een afdeling van Vivendi SA. De studio bezit het op twee na grootste filmarchief in de wereld.
StudioCanal is in 1990 opgericht door Canal+ als Canal+ Production. In 1990 werd het bedrijf hernoemd naar Le Studio Canal+ en in 2000 werd Le Studio Canal+ gefuseerd met Canal+ Distribution (Canal+ DA) om uiteindelijk StudioCanal te worden. Oorspronkelijk was StudioCanal opgericht om alleen Franse en Europese producties te produceren en/of te distribueren. Maar in 2000 kreeg het bedrijf, door een fusie met Canal+ Distribution (dat zelf door verschillende fusies en door meerdere keren filmarchieven over te nemen van filmhuizen die net failliet waren gegaan een gigantische filmbibliotheek opbouwde) de op twee na grootste filmbibliotheek in de wereld verkregen. Hierdoor werden zij ook actief in het produceren van films die ook succesvol buiten Frankrijk en Europa waren. Zoals Billy Elliot (2000), Bully (2001) en Bridget Jones's Diary (2001 en het vervolg in 2004).
StudioCanal bezit de filmarchieven van onder andere Carolco Pictures (waaronder Terminator 2: Judgment Day, Rambo: First Blood Part II en Chaplin), Embassy Pictures (waaronder The Graduate en The Producers), Alexander Salkind-films (die welke niet in handen zijn van Warner Bros.,waaronder Supergirl en Santa Claus: The Movie), EMI Films (waaronder Highlander en Death on the Nile) en Lumiere Pictures and Television (waaronder The Third Man en The Avengers).
In Noord-Amerika heeft StudioCanal geen eigen distributietak, waardoor zij voor de distributie van hun films en televisieproducties afhankelijk zijn van grotere filmstudio's. In het verleden werden veel StudioCanal-films door Universal Studios in Noord-Amerika gedistribueerd, aangezien het toen nog onderdeel van Vivendi Universal was, maar sinds de fusie van Universal Studios in 2004 met NBC is Universal niet meer de primaire distributeur van de films.